# Колчак-паша, Илиас
Ильяс Колчак-паша (Колъчакъ, Колъчак, Кольчакъ, Колчакъ, Кольчак, Колчак, Kolchak, Kołczak, Kolczak, Koltsják, Koltšaki, Koltjak, Kolčak, Kolçak, Colceag, Koltschak, Koltchak рум. Iliaş Colceag; ок. ? — 1743, Житомир) — турецкий военачальник.

## Биография
Родился в Молдавии или в Болгарии-Сербии, точных данных нет, по национальности был сербо-хорватом. Поступил на службу наёмником в османскую армию.
В Боснии принял ислам, взяв имя Хуссейн.
По хронике Ивана Никулича, молдавского гетмана, Колчак-паша был серб, родом из Боснии, принявший мусульманство. При Пруте он был «булюбаш», то есть «полковник» катанов — маленький племенной вождь.
Отличился в Русско-турецкой войне. В 1717 году турецкий султан Ахмед III пожаловал Колчаку титул паши и назначил военачальником в Хотинскую крепость (ныне в Черновицкой области Украины, у стыка границ Украины, Румынии и Молдовы), где он прослужил 22 года. По некоторым данным, был назначен визирем в 1734 или 1736 году, но пробыл им недолго.
Во время Русско-турецкой войны 1735—1739 Колчак-паша был назначен командующим турецкими войсками на молдавском фронте, но, поскольку поначалу основные военные действия велись в Крыму, не принимал активного участия в войне. После перехода военных действий на Южный Буг турецкую армию возглавил Вели-паша, а Колчак-паша был направлен для защиты Хотинской крепости. Вскоре после поражения турецких войск под Ставучанами 28 августа 1739 года крепость была осаждена русской армией. У Колчак-паши осталось всего 900 защитников крепости (основные силы хотинского гарнизона отступили вместе с Вели-пашой) против 60-тысячной армии генерал-фельдмаршала Бурхарда Миниха. Миних выдвинул приемлемые условия сдачи крепости, и 30 августа Колчак-паша с сыном Мехметбеем (1708-?) были отправлены в Санкт-Петербург, а гарем, в том числе сын Селимбей(1728-?) сделавший карьеру в Стамбуле, репатриированы.
Сам со старшим Мехмет-беем до конца войны оставался в плену в Санкт-Петербурге.
После подписания мирного договора Колчак-паша решил вернуться в Турцию, но в пути узнал, что султан Махмуд I посчитал сдачу крепости предательством и отдал приказ о его казни.
Ильяс-Хуссейн Колчак-паша обосновался на службе у польского магната Йозефа Потоцкого, который в то время имел позиции и земельные участки в Польше, Молдавии, Румынии, Белоруссии, Украине и России. Умер в Житомире в 1743 году.
Его сын Мехмет-бей принял православие, поступил на службу ко двору российской императрицы Елизаветы Петровны, и вскоре получил дворянский титул.
Внук Мехмета Лукьян Колчак служил при императорах Павле I и Александре I в Бугском казачьем войске в чине сотника. Известно, что он получил земельный надел в Ананьевском уезде Херсонской губернии, возле Балты (Голта), Жеребково и Кантакузенки.
Самым известным из потомков Лукьяна Колчака стал его правнук Александр Васильевич Колчак; таким образом, Александр Колчак был прапраправнуком Ильяса Колчак-паши.
Известен родовой герб: на синем щите изображен единорог.